# Jeff Lima

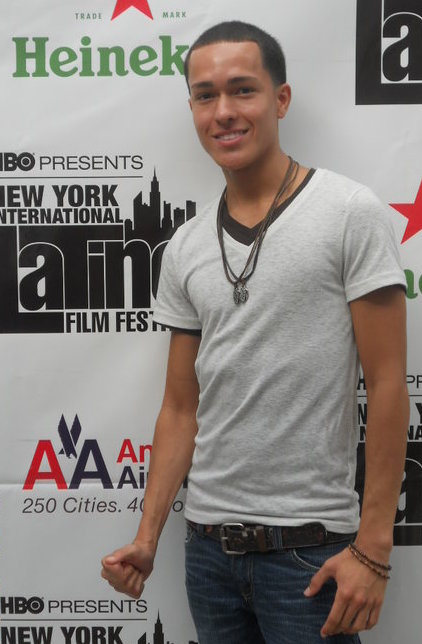
Jeff Lima

Jeff Lima (New York, 17 september 1990) is een Amerikaans acteur.

## Biografie
Lima werd geboren werd geboren in de borough Upper Manhattan van New York in een Puerto Ricaanse familie. Op elfjarige leeftijd begon hij met het nemen van acteerlessen. Tijdens zijn schooltijd op de high school deed hij auditie voor een film en ontmoette hij actrice Gina Rodriguez die hem voorstelde aan haar agent, later nam hij ook gebruik van deze agent die hem begeleidde in zijn verdere acteercarrière. 
Lima begon in 2006 met acteren in de film Half Nelson, waarna hij nog meerdere rollen speelde in films en televisieseries. 

## Filmografie

### Films
Uitgezonderd korte films.
- 2017 Bushwick - als Gregory
- 2016 The Children of Hip Hop - als Tony
- 2016 Eugenia and John - als Latino student
- 2016 Baked in Brooklyn - als jongen
- 2015 Stealing Cars - als Carlos
- 2014 Affluenza - als Puerto Ricaanse gangster
- 2013 Jack, Jules, Esther & Me - als Carlos
- 2012 The Children of Hip Hop - als Tony
- 2011 Mr. Popper's Penguins - als Freddy
- 2011 Gun Hill Road - als jongen in kleedkamer
- 2010 Cop Out - als tiener
- 2009 Buena Gente - als Ceas
- 2006 Half Nelson - als Roodly

### Televisieseries
Uitgezonderd eenmalige gastrollen.
- 2012-2020 Chicago Fire - als Leon Cruz - 10 afl.
- 2017 Docket 32357 - als Mateo Batista - 7 afl.
- 2015 Show Me a Hero - als John Santos jr. - 4 afl.
- 2009 Guiding Light - als Byron - 2 afl.

- Biblioteca Nacional de España: XX5527018
- Virtual International Authority File: 147144648622062151338
- WorldCat: E39PBJgxtwDwBp63GmdR4gRqcP